# Pyjama

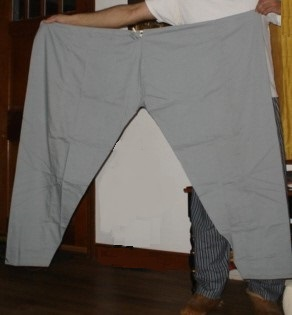
Pyjama av salwartyp.

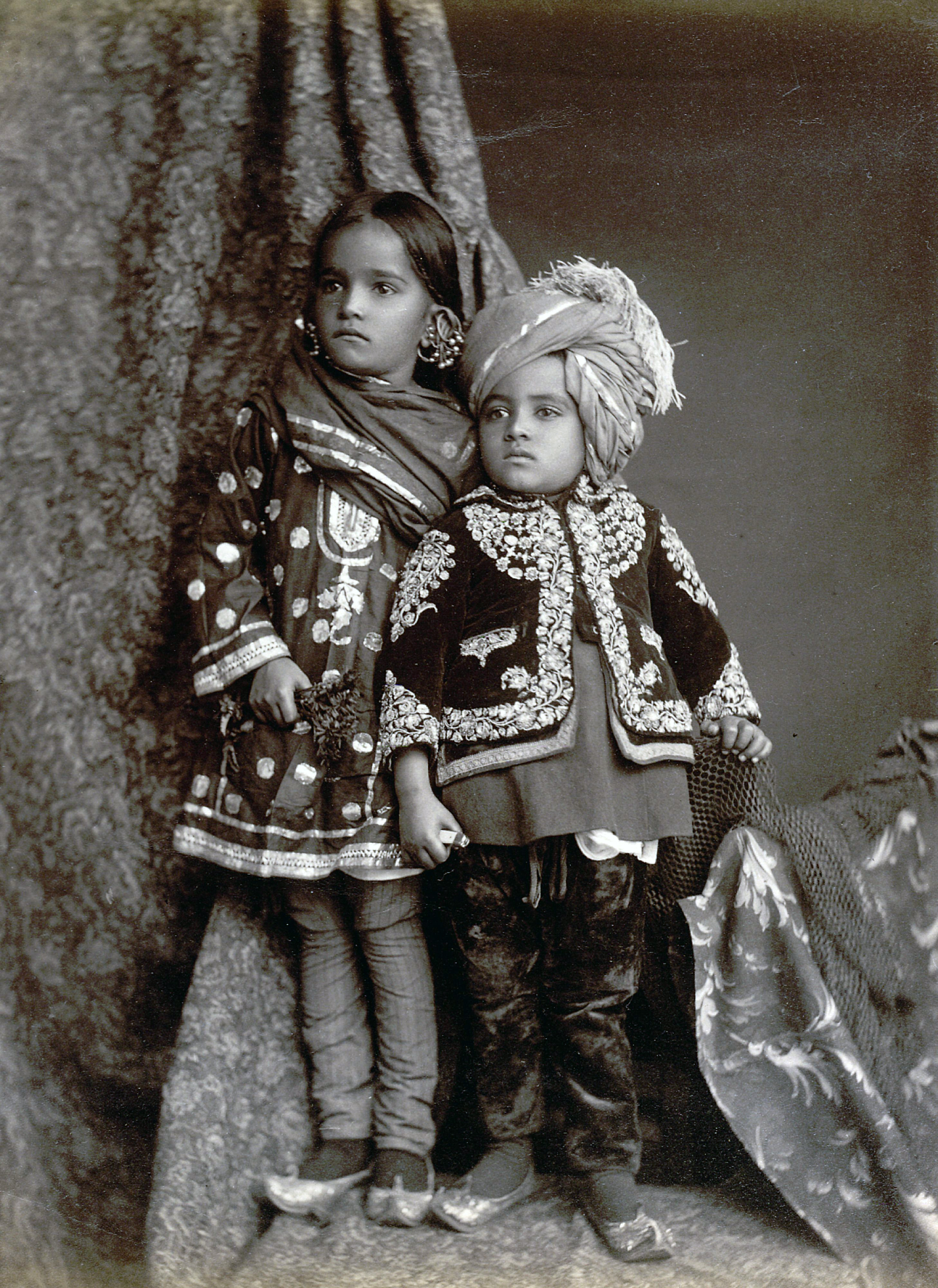
Barn från Kashmir i churidar (1890).

Pyjama är en särskild sorts indiska långbyxor som bärs till kurta. De två huvudsakliga varianterna är de löst sittande salwar och de tightare churidar.